# Naturum Blekinge
Naturum Blekinge är ett så kallat naturum som ligger i huset Gymnastiken i Ronneby brunnspark. I besökscentret ges information om Blekinges natur, miljö och kulturlandskap samt kulturreservatet Ronneby Brunnspark. Här kan man ta del av utställningar som berättar om Brunnsparkens historia, landskapet Blekinge, Bräkneån, jätteträd, natur, skyddade områden, utflyktsmål och friluftsliv. Naturum Blekinge är öppet dagligen under maj - september samt helgdagar under vår och höst. Fri entré.
Blekingeleden går genom brunnsparken alldeles intill naturum. Upp genom Brunnsskogen finns en 1,3 km lång skyltad naturstig. I parken finns trädrunda där 50 olika träd och buskar presenteras.
Naturum Blekinge tar emot bokade besök året runt för guidade vandringar i parken och skogen samt visningar av utställningarna.